# MAB (websorozat)
A MAB egy 2010-ben készült színes, 16 részes magyar web-thrillersorozat, amit Horgas Ádám rendezett. 
Első részét 2010. december 28-án mutatták be a YouTube-on, a többi epizódot mindig akkor töltötték fel, amikor az előző résznek a nézettségi száma elérte a kívánt mennyiséget.

## Történet
Budapest kellős közepén egyetlen éjszaka alatt minden indok nélkül kihal egy egész bérház. Az áldozatokon semmilyen külsérelmi nyomok nincsenek, egy óvónő lakása viszont csupa vér, de a nő sehol. A rendőrség két ambiciózus nyomozója lázas nyomozásba kezd. A nyomozás során kiderül, hogy a gyilkosságok hátterében egy mitológia lény, MAB áll. Közben pedig megtudhatjuk, hogy mi történt az óvónővel a támadás éjszakáján.

## Szereplők
- Botos Éva – Tolnay Anna, az óvónő
- Fodor Annamária – Tia (Kerekes Tímea)
- Hirtling István – Nyomozó 1.
- Almási Sándor – Nyomozó 2.
- Nagy Noémi – Nonó (Noémi)
- Gáspár Anna – Roni
- Huszár Zsolt – Marci
- Kovács Krisztián – Krisz
- Szirtes Balázs – Lendvai Dani
- Stubnya Béla – Tomi (Mérei Tamás)
- Varga Dóra – Szilvássy Dominika
- Hajas-Kiss Anikó – Erna (Ernesztína)
- Mertz Tibor – Kapitány
- Bánsági Ildikó – Katerina Tyiskina
- Baksa Imre – Gyula úr
- Boros István
- Halász G. Péter
- Horgas Márton
- Horváth Veronika
- Horváth Zita
- Németh Emma
- Németh Miksa
- Szentirmai Zsolt
- Tolnai Krisztina